# Jetboy
Jetboy är ett amerikanskt glamrock/hårdrock-band, som hade sin storhetstid på den amerikanska västkusten under mitten och slutet av 1980-talet och början av 1990-talet. Trots mediahype under deras första år och flitig rotation på MTV:s Headbanger's Ball, lyckades Jetboy aldrig bli lika stora som de samtida grupperna Guns N' Roses, Mötley Crüe, Hanoi Rocks eller Poison. Medlemsbyten och strul med skivbolagen gjorde att när Jetboy var klara att slå igenom ordentligt, var glamrock inte längre lika populärt då grungen slagit igenom. I och med glam- och hårdrockens pånyttfödelse på 2000-talet, återförenades gruppen. Namnet Jetboy kommer från en låt av The New York Dolls.

## Biografi

### Tidigt 1980-tal: på jakt efter kontrakt
Jetboy grundades 1983. Fröet till Jetboy såddes av gitarristerna Billy Rowe och Fernie Rod (vars farfar Fernando Rosas var en berömd balladsångare i Mexiko på 1950-talet) i San Francisco. Efter en tids jammande stötte de på en gammal bandkompis till Rowe, trummisen Ron Tostenson och kallade in basisten Todd Crew. Den sista, och avgörande, länken var sångaren Mickey Finn, en före detta punkare från New Jersey. 1984 debuterade de i Los Angeles.
Jetboy blev minst lika kända för sin look, som för sin musik. Finn hade lagt sig till med en stor blond tuppkamm och gruppens utstrålning var betydligt tuffare och råare än andra band i Los Angeles.
För medlemmarna var 1980-talets Hollywood en tuff omgivning. I rockkretsarna flödade spriten och drogerna och speciellt för basisten Todd Crew blev det för mycket att handskas med. Trötta på Crews vilda livsstil, sparkade resten av gruppen honom år 1987. Han fick genast ett erbjudande att spela i Junkyard, men valde att i stället ta ett jobb som roadie för Guns N' Roses, vilket ledde till hans död i en överdos av narkotika under en fest med bandet i New York samma år. 

### Genombrott lite för sent
Resten av gruppen var chockade av Crews död. Den nya basisten blev glamrockveteranen Sam Yaffa från Hanoi Rocks. Jetboy skrev på ett skivkontrakt med Elektra Records och började spela in skivan med planen att ge ut den i januari 1988. I december 1987 lades hela Elektras produktion på västkusten ner, och Jetboy sparkades från bolaget. I det skedet var skivan så gott som färdig för tryck. Warner Bros. gav dem en chans att ge ut skivan, men krävde då att alltihop skulle spelas in på nytt, vilket bandet inte gick med på. Först i oktober kunde skivan Feel The Shake släppas på MCA. Den långa väntan och det stora medieuppbådet kring Jetboys skivbolagsaffärer tärde också på bandets popularitet. Många kritiker menade också att musiken på plattan inte lyckades leva upp till förväntningarna som hade skapats av gruppens mediahype och liveuppträdanden. Musiken var visserligen råare, skräpigare och punkigare än den genomsnittliga glamrocken, men lyssnarna hade väntat sig ett nytt Guns N' Roses, och partylåtar som Feel The Shake och Make Some Noise bleknade snabbt i jämförelse med Welcome To The Jungle och Paradise City. Skivan nådde inte högre än nummer 138 på Billboard.

### Utträngd av heavy
1988 och 1989 spelades gruppens musikvideor på MTV. Men musikvärlden förändrades, hårdrock och heavy metal knuffade glamrocken i skymundan och grunge och alternativ rock var på stark frammarsch med flaggskepp som Soundgarden, Alice In Chains, Mudhoney, Pixies och Sonic Youth. Jetboy förstod att de var tvungna att förändra sitt koncept för att klara sig, och började spela en tyngre och mörkare musik, med influenser från grupper som Lords of the New Church och Stray Cats. Musiken blev bluesigare och tyngre.  Basisten Sam Yaffa hängde med så länge skivinspelningen pågick, men missnöjd med bandets nya riktning, såg han vartåt det barkade, och hoppade av strax innan Damned Nation släpptes sommaren 1990 för att arbeta med sin forna kollega Michael Monroe. Charles Norman kom in som ersättare.
Skivan sålde inget bra och med den dåliga framgången började också klimatet inom gruppen förändras. Skivbolaget blev en av stötestenarna igen. Tre månader efter att skivan släppts, köptes MCA upp av Sony Music och efter några konserter med Vixen, Electric Boys och Quireboys, drog Sony in turnéfinansieringen. Då hoppade också Norman av, följd av trummisen Tostenson, som ersattes av Rick Davis. 1991 spelade Jetboy in några demolåtar med basisten Bill Fraenza, men långsamt imploderade gruppen på sig själva. 
År 1993 flyttade Finn, Rod och Rowe tillbaks till San Francisco och grundade bandet Mindzone, men en musik som kunde spelas på samma konserter som Prong och Machine Head. 1996 splittrades bandet och medlemmarna gick vidare till olika projekt. 

### Comebacken
Intresset för Jetboy har hållits uppe under hela 1990- och 2000-talen. Sedan 1998 har en uppsjö av tidigare opublicerat material släppts med jämna mellanrum. En hel del av musiken daterar till tiden för Sam Yaffa kom in i bilden, och vissa släpp är liveinspelningar, covers och samlingar av demolåtar.
År 2005 kontaktades bandet av Cleopatra Records ägare Brian Perera, som hade släppt ett Jetboy-samlingsalbum 1999. Bolaget höll på att sätta ihop en uppföljande cd-box till boken Hollywood Rocks, som dokumenterade rockscenen på Sunset Strip under 1980-talet. Han undrade om Jetboy kunde återförenas för en konsert på skivsläppet, och det ledde till att Finn, Rowe, Rod och Tostenson igen samlades, den här gången med basisten Michael Butler. De tyckte om att spela tillsammans så mycket att resten gick av bara farten. 2007 kom en CD/DVD med bandet, The Glam Years. Under 2010 turnerade bandet i Europa och släppte en EP, Off Your Rocker.

## Medlemmar
Nuvarande medlemmar
- Mickey Finn – sång, munspel, tamburin, keyboard, orgel (1983–1993, 2006–2010, 2010– )
- Billy Rowe – rytmgitarr, slidegitarr, bakgrundssång (1983–1993, 2006– )
- Fernie Rod – sologitarr, rytmgitarr, bakgrundssång (1983–1993, 2006– )
- Ron Tostenson – trummor, bakgrundssång (1983–1992, 2006–2007, 2010– )
- Charles Norman – basgitarr (1990–1991, 2010– )

Tidigare medlemmar
- Todd Crew – basgitarr, bakgrundssång (1983–1987; död 1987)
- Sam Yaffa – basgitarr, bakgrundssång (1987–1990)
- Bill Fraenza – basgitarr, bakgrundssång (1991–1993)
- Rick Davis – trummor (1992–1993)
- Michael Butler – basgitarr (2006–2009)
- Paul Scavuzzo – trummor (2006)
- Tim Huthert – trummor (2007)
- Jeff Moscone – trummor (2007–2008)
- Doug Hovan – trummor (2008–2009)
- D.K. Revelle – sång (2010)
- Jesus Mendez Jr. – trummor (2010–2012)
- Jessie Farnsworth – basgitarr (2010–2012)

## Diskografi
Studioalbum
- Feel the Shake (1988)
- Damned Nation (1990)
- Day in the Glamourous Life (1999)
- Lost & Found (1999)
- Make Some More Noise (1999)

EP
- Offyourrocker! (2010)

Singlar
- Feel the Shake (1988)

Samlingsalbum
- Jetboy (3xCD box) (1999)
- One More for Rock and Roll (2002)
- The Glam Years (CD+DVD) (2007)
- Feel the Shake, The Glam Years (live) (2009)
- Now and Then (2010)